# Пимен Велики
Преподобни Пимен Велики (грч. Ποιμήν, грчка реч пимин значи пастир) био је ранохришћански испосник и монах у Скитијској долини у Египту, недалеко од данашњег Каира. Живео је од 340. до 450. године по Христу.
Веома поштован од осталих монаха и испосника али и од обичних људи, замонашио се око 360-е године и у пустињи Скитис остао до краја свог земног живота. Познате су многе његове изреке и мудрости.
Православна црква га слави и празнује 27. августа по Јулијанском календару (9. септембра по Грегоријанском).